# Metabolomică

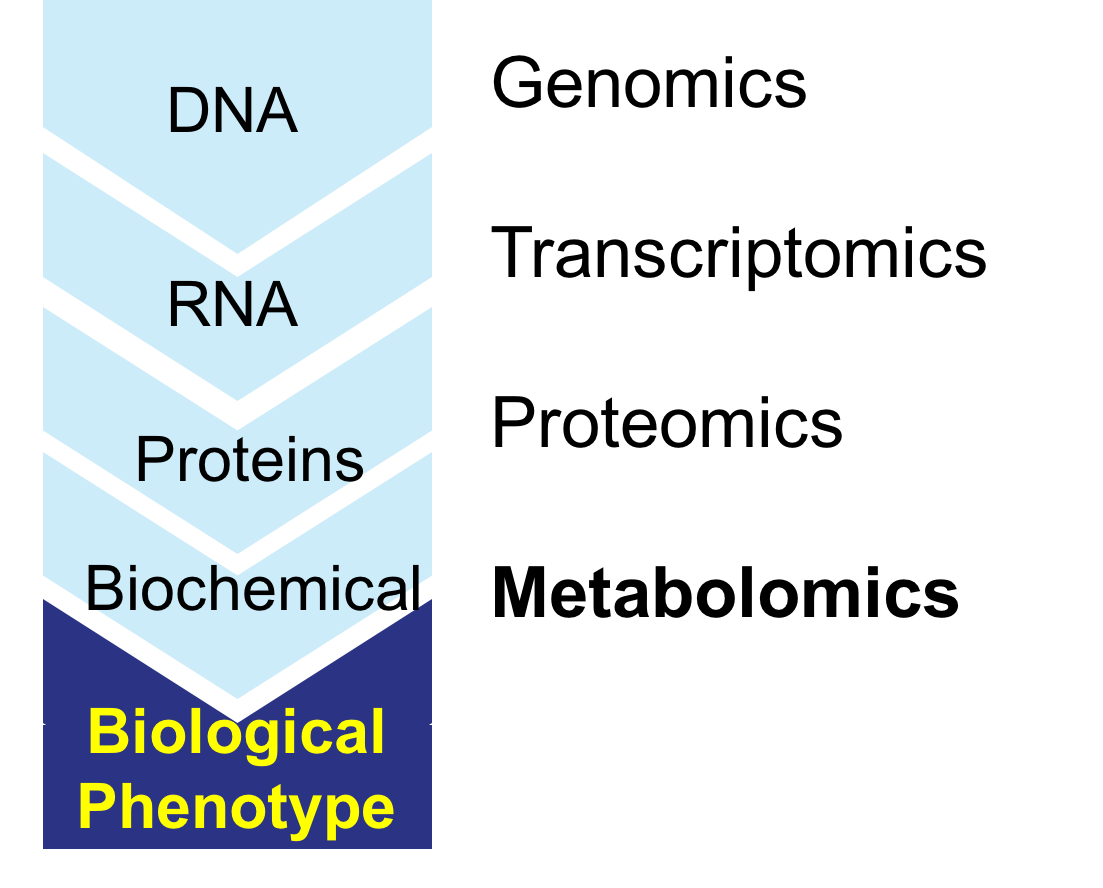
Dogma centrală a biologiei, indicând utilizarea informației începând de la AND și până la fenotip. Fiecare etapă are asociată o știință omică, de la genomică la metabolomică.

Metabolomica este un domeniu științific care se ocupă cu studiul proceselor chimice care includ metaboliții, moleculele mici care acționează ca substrat, intermediari de reacție și produși ai metabolismului celular. În mod specific, metabolomica este „studiul sistematic al amprentelor chimice unice pe care procesele celulare specifice le lasă” și studiul profilului metaboliților, ca molecule de dimensiune mică. Metabolomul reprezintă totalitatea metaboliților dintr-o celulă, țesut, organ sau organism, aceștia fiind produșii finali ai proceselor celulare. Analiza ARN-ului mesager (ARNm), datelor legate de expresia genelor și proteomica scot la iveală un set de produși genetici celulari. În schimb, profilul metabolic are rolul de a indica o vedere de ansamblu instantanee asupra fiziologiei celulare, și astfel metabolomica prezintă în mod direct starea fiziologică a unui organism. Există metode de corelații cuantificabile între metabolom și alte structuri celulare (genom, transcriptom, proteom și lipidom), iar acestea pot fi utilizate pentru a prezice răspândirea metaboliților în probe biologice, de exemplu abundența ARNm.